# Sunrise/The Trees
«Sunrise/The Trees» — сингл с двумя первыми сторонами британской рок-группы Pulp с их альбома 2001 года We Love Life. Был издан 8 октября 2001 и занял 23-е место в британском чарте синглов. Песня 'Sunrise' была использована в мультсериале BBC 38 обезьян.

## Списки песен

### CD1
1. Sunrise
2. The Trees
3. Sunrise (Fat Truckers / Scott Free mix)

### CD2
1. The Trees
2. Sunrise
3. The Trees (Felled By I Monster)